# Один доллар (Канада)
Монета номиналом 1 канадский доллар (также называется луни, англ. loonie, уменьшительное от англ. loon, «гагара») золотистого цвета введена в обращение в 1987 году. На реверсе монеты изображена черноклювая гагара, на аверсе изображена королева Елизавета II.
Внешний контур монеты представляет собой одиннадцатиугольную кривую постоянной ширины. Её ширина равна 26,5 мм, а 11-угольная форма соответствует вышедшему ранее доллару Сьюзен Энтони (Соединённые Штаты). Толщина монеты 1,95 мм близка к толщине доллара Сьюзен Энтони — 2,0 мм. Её золотистый цвет отличается от серебристого доллара Сьюзен Энтони, однако последующие доллар Сакагавеи и президентские доллары соответствуют общему цвету канадского доллара. Другие монеты, в которых использована кривая постоянной ширины, включают 7-сторонние британские двадцать пенсов и пятьдесят пенсов (последняя монета имеет размеры как у канадского доллара, но отличается цветом).
В первоначальном варианте монеты выполнялись из никеля с гальваническим покрытием бронзой. Начиная с 2007 года, доллар стал выпускаться с применением бесцианидного покрытия латунью. С весны 2012 года монеты выполняются из многослойной латунированной стали. В результате вес снизился с 7,00 до 6,27 грамма, и канадский доллар перестал приниматься некоторыми торговыми автоматами. Управление Торонто считает, что замена почти 3000 автоматов для оплаты парковки (стоящих около 345 долларов за автомат) обойдётся в сумму около 1 млн долларов. Монетный двор выступил с заявлением, что многослойная латунированная сталь уже используется для некоторых более мелких монет Канады и усложняет их подделку по сравнению с монетами, выпускавшимися ранее. Кроме того, эта технология дешевле и не подвержена влиянию колебаний цен на никель и сокращения его поставок.
Монета стала символом канадского доллара: СМИ часто обсуждают курс луни по отношению к другим валютам. Прозвище «луни» (huard на французском языке) стало так широко признано, что в 2006 году Королевский монетный двор Канады зарегистрировал свои права на это название. Монета номиналом в два канадских доллара, введённая в обращение 1996 году, получила прозвище «toonie» (слияние слов two «два» и loonie «луни»). 10 апреля 2012 года Королевский монетный двор Канады объявил об изменении в составе монет луни и «toonie» с целью защиты от подделок.

## Дизайн монеты
При дизайне нового канадского доллара планировалось использовать тему вояжёров, использовавшуюся в предыдущей однодолларовой канадской монете, содержавшей 80% серебра и чеканившейся с 1935 по 1986 год, но при переезде Королевского монетного двора Канады в Виннипег были утеряны матрицы для производства долларов. Чтобы избежать возможной фальсификации, был использован другой дизайн монеты.
Вес монеты изначально определён в 108 гран, что эквивалентно 6,998 грамма.
Монета была выпущена в обращение 30 июня 1987 года. Однодолларовая банкнота осталась в обращении наряду с монетой в течение следующих двух лет, пока не была окончательно снята с производства 30 июня 1989 года. В 1992 году город Эхо-Бей (Онтарио), где жил дизайнер монеты Роберт-Ральф Кармайкл, установил рядом с шоссе большой памятник монете луни, похожий на аналогичный памятник «Большой никель» в Садбери.

## Памятные монеты
Дизайн монет меняется каждый год:
| #  | Год  | Реверс | Аверс | Тема                                 | Дизайнер                                                  | Тираж                 | Примечания |
| -- | ---- | ------ | ----- | ------------------------------------ | --------------------------------------------------------- | --------------------- | --- |
| 1  | 1992 |        |       | 125-я годовщина Конфедерации         | Рита Свэнсон                                              | 23 010 000            | Дети у здания Парламента. Название монеты loon с датами «1867-1992». |
| 2  | 1994 |        |       | Remembrance Design                   | RCM Staff                                                 | 15 000 000            | Image of the National War Memorial in Ottawa. |
| 3  | 1995 |        |       | Peacekeeping Monument                | J.K. Harman, R.G. Enriquez, C.H. Oberlander, Susan Taylor | 41 813 100 (see note) | Included in 1995 Loon Mintage. |
| 4  | 2004 |        |       | Olympic Lucky Loonie                 | R.R. Carmichael                                           | 6 526 000             | 1st Lucky Loonie. |
| 5  | 2005 |        |       | Terry Fox                            | Stan Witten                                               | 12 909 000            | Fox is the first Canadian citizen to be featured on a circulated Canadian coin. There are versions that exist without grass on the reverse of the coin.                                                                     |
| 6  | 2006 |        |       | Olympic Lucky Loonie                 | Jean-Luc Grondin                                          | 2 145 000             | 2nd Lucky Loonie. |
| 7  | 2008 |        |       | Olympic Lucky Loonie                 | Jean-Luc Grondin                                          | 10 000 000            | 3rd Lucky Loonie. Part of the RBC Vancouver 2010 Coin Set. |
| 8  | 2009 |        |       | Montreal Canadiens Centennial Loonie | Susanna Blunt                                             | 10 000 000            | To Commemorate the 100th anniversary celebration of the Montreal Canadiens professional hockey team. Circulated only in the province of Quebec at Metro(c) Grocery Stores.                                                  |
| 9  | 2010 |        |       | Olympic Lucky Loonie                 | RCM Staff                                                 | 11 000 000            | 4th Lucky Loonie with the 2010 Vancouver winter Olympic symbol ilanaaq, an inukshuk. Part of the RBC Vancouver 2010 Coin Set.                                                                                               |
| 10 | 2010 |        |       | Navy Centennial                      | Bonnie Ross                                               | 7 000 000             | To commemorate the Centennial of the Canadian Navy Features a Halifax-class Frigate below anchor, a 1910 naval serviceman and a modern-day female naval officer.                                                            |
| 11 | 2010 |        |       | Saskatchewan Roughriders Centennial  | Suzanna Blunt                                             | 3 000 000             | To celebrate the 100th anniversary of the Saskatchewan Roughriders. Features the Roughriders logo along with a stylized 100.                                                                                                |
| 12 | 2011 |        |       | Parks Canada Centennial              | Nolin BBDO Montreal                                       |                       | To celebrate Parks Canada’s 100th anniversary. Features stylized land, air and aquatic fauna, varieties of flora, as well as a symbolic park building and the silhouette of a hiker framed by a snow-capped mountain range. |